# 神辺町
神辺町（かんなべちょう）は、かつて広島県の東部に存在した町。
福山市と岡山県に囲まれた町で、福山市のベッドタウンであった。1975年以降は深安郡唯一かつ同郡で平成時代まで残存していた自治体であった。2006年3月1日、隣接する福山市に編入され消滅し、合併後の地名は「広島県福山市神辺町」となっている。なお、2006年以降2024年現在最後に福山市と合併した町となっており、また深安郡に属する自治体で唯一平成時代に合併した自治体となった。

## 町名の由来
町内にある式内社、天別豊姫神社に由来する。古来より地元の信仰を集めてきたこの神社は黄葉山に鎮座し、そこが神を護る森（神奈備）であることから神奈備（かんなび）山とも呼ばれていた。神辺平野の西端に当たる府中市には、甘南備神社という神社も存在し、「神奈備」もしくは「甘南備」が変化して「神辺」になったという説が有力である。

## 地理

### 河川
- 高屋川 ‐ 芦田川支流。
- 加茂川 ‐ 芦田川支流。
- 竹田川 ‐ 芦田川支流。

### 山
- 観音山 (285m)
- 権現山 (231.4m)
- 天神山 (170m)
- 黄葉山 (133m) ‐ 神辺城跡のある山。
- 要害山 (95.9m) ‐ 山頂には戦国時代の城跡があり、土塁が残っている。
- 山王山 (80m)
- 八丈岩

## 沿革
- 1889年4月1日 - 市制町村制施行。神辺町域には当時いずれも安那郡に属する上竹田・川北・川南・下竹田・中条・道上・御野・八尋・湯田の各村が存在した。
- 1898年10月1日 - 深津・安那両郡が統合して深安郡が成立したことに伴い上竹田・川北・川南・下竹田・中条・道上・御野・八尋・湯田の各村は深安郡に属する村になる。
- 1929年3月1日 - 川北村・川南村が対等合併して神辺町が成立。
- 1941年2月11日 - 上竹田村・下竹田村・八尋村が対等合併して竹尋村が成立。
- 1947年12月8日 - 昭和天皇が神辺小学校に行幸（昭和天皇の戦後巡幸）[1]。
- 1954年3月31日 - 神辺町及び竹尋村・中条村・道上村・御野村・湯田村が対等合併して神辺町が成立する。
- 2006年3月1日 - 福山市に編入。77年の町政に終止符を打つ。同時に深安郡も107年5箇月の歴史に終止符を打つ。

## 歴代町長
- 第1代 松浦弥一 1954年5月 -
- 第2代 高垣久太郎 1958年4月 -
- 第3代 熊谷忠 1963年2月 -
- 第4代 佐藤敬治 1975年2月 -
- 第5代 重政卓郎 1978年5月 -
- 第6代 高橋令之 1986年5月 -
- 第7代 佐藤敬治 1990年5月 -
- 第8代 堀田克巳 1994年5月 -
- 第9代 佐藤秀毅 1998年12月 -

## 主要施設
- 神辺町立かんなべ図書館
- 神辺町民文化会館
- 福山市民病院附属神辺診療所
- かんなべ市民交流センター

## 産業
繊維・電子機器産業が基幹産業である。

## 大字（2006年2月28日当時のデータ）
- 旭丘（あさひおか）
- 上御領（かみごりょう）
- 上竹田（かみたけだ）
- 川北（かわきた）
- 川南（かわみなみ）
- 下御領（しもごりょう）
- 下竹田（しもたけだ）
- 十九軒屋（じゅうきゅうけんや）
- 十三軒屋（じゅうさんげんや）
- 新徳田1～3丁目（しんとくだ）
- 新湯野1～4丁目（しんゆの）
- 徳田（とくだ）
- 西中条（にしちゅうじょう）
- 箱田（はこだ）
- 東中条（ひがしちゅうじょう）
- 平野（ひらの）
- 三谷（みたに）
- 道上（みちのうえ）
- 八尋（やひろ）
- 湯野（ゆの）

## 教育（2006年2月28日当時のデータ）

### 小学校
- 福山市立神辺小学校（旧神辺町立神辺小学校）
- 福山市立竹尋小学校（旧神辺町立竹尋小学校）
- 福山市立中条小学校（旧神辺町立中条小学校）
- 福山市立道上小学校（旧神辺町立道上小学校）
- 福山市立御野小学校（旧神辺町立御野小学校）
- 福山市立湯田小学校（旧神辺町立湯田小学校）

### 中学校
- 福山市立神辺中学校（旧神辺町立神辺中学校）
- 福山市立神辺西中学校（旧神辺町立神辺西中学校）
- 福山市立神辺東中学校（旧神辺町立神辺東中学校）

### 高等学校
- 広島県立神辺高等学校
- 広島県立神辺旭高等学校

## 交通（2006年2月28日当時のデータ）

### 鉄道
- JR福塩線
  - 神辺駅 - 湯田村駅 - 道上駅

- 井原鉄道井原線
  - 神辺駅 - 湯野駅 - 御領駅

### 道路
国道
- 国道182号（国道314号と重用。）
- 国道313号
- 国道486号

主要地方道
- 広島県道76号神辺大門線

一般県道
- 広島県道・岡山県道102号下御領井原線
- 広島県道・岡山県道103号七曲井原線
- 広島県道181号下御領新市線
- 広島県道189号福山上御領線
（当時は神辺町下竹田・神辺町下竹田交差点（広島県道76号神辺大門線交点）以北のみ区域決定済。）
- 広島県道214号神辺停車場線
- 広島県道215号道上停車場中野線
- 広島県道390号三谷神辺線
- 広島県道393号粟根神辺線
- 広島県道395号川南近田線

## 名所・旧跡

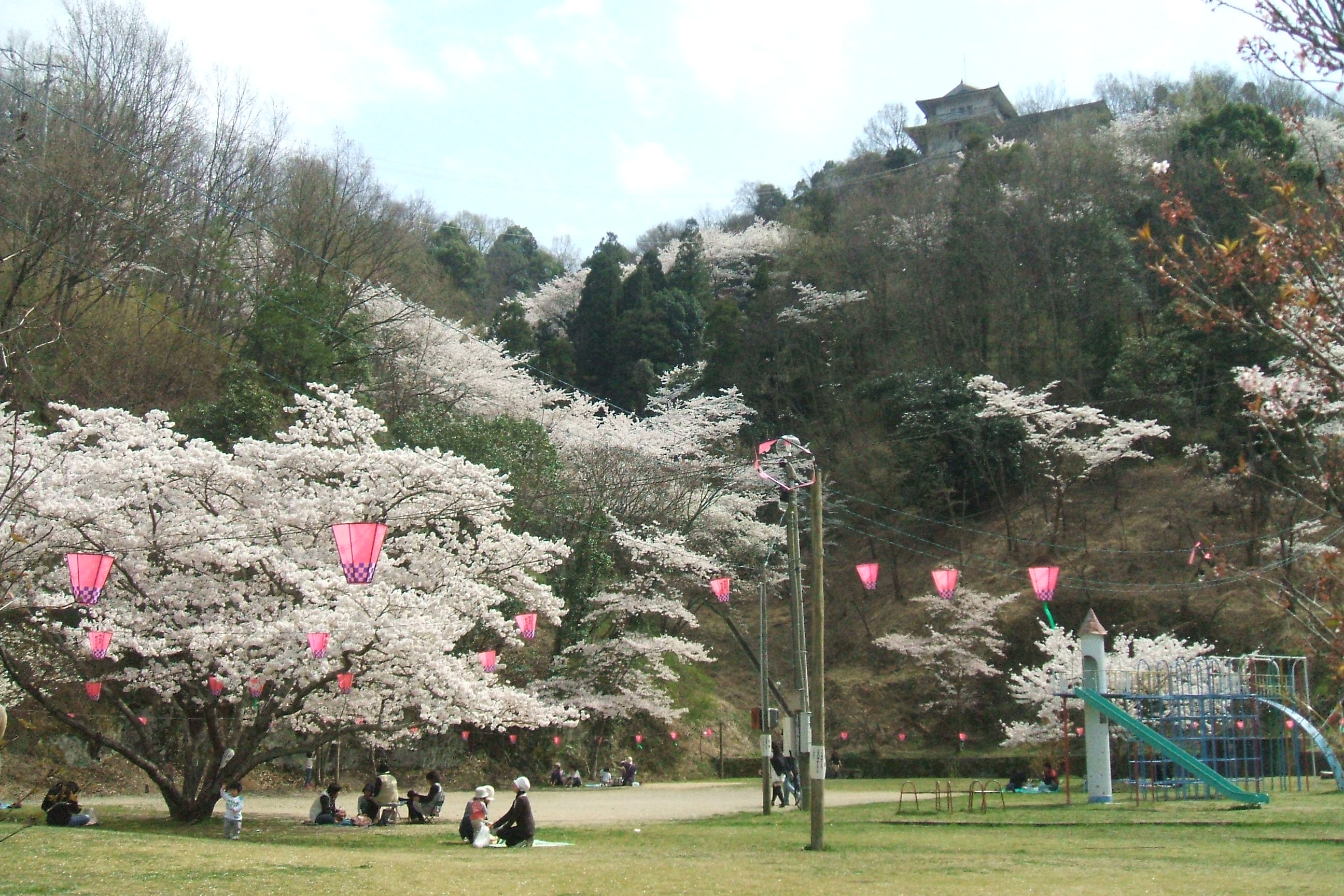
吉野山公園

- 神辺城跡 ‐ 戦国時代 - 江戸時代初期の山城の跡。備後福山藩発足当初の居城は神辺城であった。
- 神辺町歴史民俗資料館 ‐ 神辺城跡の東側にある。（現在は福山市神辺歴史民俗資料館）
- 吉野山公園 ‐ 神辺城上り口にある公園、桜の名所である。
- 神辺本陣跡
- 廉塾・菅茶山旧宅
- 菅茶山記念館
- 八丈岩 ‐ 伝承によると、昔々「ごん」と「八」という鬼がいて、四日三晩にわたり喧嘩をしていた時、「ごん」が踏んだ岩とされ、くっきり凹凸が見られる。
- 備後国分寺跡
- 堂々公園 ‐ 江戸時代に築かれた砂留が残っている。
- 6番砂留 ‐ 堂々公園に行く途中にある。伝承によると、大雨に困った住民が作ったという説が最も有力とされる。また、仲直りした「ごん」と「八」が川から水が溢れ困っている下界の人のため、一晩でつくった説もある。

## 神辺町出身の有名人
- 榎本武規 - 旗本。箱田地区で生まれ育つ。伝承によると、本姓の「箱田」は、地名から採ったものであるとされている。また、当時苗字が無く、その地域の人はみんな「箱田」を名乗っていたとされる。
- 菅茶山 - 江戸時代後期の儒学者。漢詩人。
- 葛原勾当 - 箏曲の名手。作曲家。勾当日記を著す。葛原しげるの祖父。
- 葛原しげる -  童謡作詞者。
- 重政誠之 - 元農商務官僚、政治家、元農林次官、第31代農林大臣。
- 小原春香 - 歌手。AKB48・SDN48の元メンバー。
- 高橋真一郎 - 元サッカー選手、サッカー指導者。
- 楢﨑誠 - ミュージシャン。バンドOfficial髭男dismメンバー。ベース、サックス、雰囲気担当。
- 森原康平 - 横浜DeNAベイスターズ所属のプロ野球選手。
- 桐島聡 - 東アジア反日武装戦線メンバー。

## 日本住血吸虫症
江戸時代より、片山地区を中心に日本住血吸虫症の発症が知られ、有病地の一つとされてきた。地域が一体となって中間宿主のミヤイリガイの撲滅活動を続けた結果、1969年以降、集団検診において虫卵保有者は見つからなくなり、ミヤイリガイの生息も確認されなくなった（ただし町外からは、その後も孤発的に保卵者が発見された）。